# Erdőrendezés
Az erdőrendezés vagy erdőtervezés az erdőgazdálkodás egyik részterülete, amelynek célja az erdőterületek térképezése, az erdőalkotó faállomány felbecslése és felmérése (faméréstan), ezeken keresztül végső soron az erdő fahozam-szabályozásának tervezésére irányuló mérnöki tevékenység. Az erdőrendezés fontos alapvetése a hosszú távú gazdaságosságot (fatermés, élőfakészlet újratermelése), a környezetvédelmi–ökológiai, vadgazdálkodási stb. szempontokat biztosító távlati üzemterv vagy ún. távlati erdőkép elkészítése, amely tízéves ütemekben rögzíti egy erdőterület vagy erdőrészlet rendezési folyamatát. Az erdőrendezési üzemterv a területi adatokból, a termőhely minőségéből és a faállományból kiindulva megállapítja a hosszú távon kitermelhető famennyiséget, valamint az ezzel párhuzamosan elvégzendő erdőnevelési és erdőtelepítési munkálatokat.
Az erdőrendezési üzemtervek elkészítése Magyarországon a földművelésügyi minisztérium alá tartozó, tíz területi kirendeltség munkáját irányító Állami Erdészeti Szolgálat (korábban Erdőrendezési Szolgálat) feladata, s az erdőfelügyelőségek ellenőrzik az üzemtervekben foglalt tennivalók végrehajtását.